# San José (Boconó)
Pour les articles homonymes, voir San José.
San José est l'une des douze paroisses civiles de la municipalité de Boconó dans l'État de Trujillo au Venezuela. Sa capitale est Tostós.